# Forte Emília
O Forte de Emília, mais propriamente Forte Amália, também denominado como Forte Milhou ou simplesmente Hornaveque, localizava-se na ilha de Antônio Vaz, ao sul do futuro bairro de Santo Antônio em "Maurits Stadt" (a cidade Maurícia), atual cidade do Recife, no litoral do estado de Pernambuco, no Brasil.

## História
Esta estrutura encontra-se relacionada por SOUZA (1885) como Forte Milhou ou Hornaveque, vizinho ao Forte de São Tiago das Cinco Pontas, nos Afogados (op. cit., p. 87).
No contexto da segunda das Invasões holandesas do Brasil (1630-1654), após o assalto português às recém-iniciadas obras do Forte Frederik Hendrik em Agosto de 1630, as forças neerlandesas decidiram erguer um reduto auxiliar, a cerca de quatrocentos metros ao sul deste forte denominando-o Reduto Amélia (BARRETTO, 1958:148).
Esta estrutura de campanha inscreve-se no contexto da conquista da região dos Afogados (1632-1633), ao sul do Recife de Olinda, vindo posteriormente a perder importância para as fortificações vizinhas - o Forte Príncipe Guilherme ao sul, e o Forte Frederik Hendrik ao norte.
A seu respeito, Maurício de Nassau, no "Breve Discurso" de 14 de Janeiro de 1638, sob o tópico "Fortificações", reporta: "(...) o Forte Emília, situado na Ilha de Santo Antônio [Antônio Vaz], construído diante dos hornaveques do Forte Frederik Hendrik, mas foi também abandonado por inútil e mandou-se arrasá-lo."
No mapa "A Cidade Maurícia em 1644", de Cornelis Golijath (in: BARLÉU, Gaspar. História dos feitos recentemente praticados no Brasil. Amsterdã, 1647), esse local, ao sul do "Castrum Fr. Henrici", está denominado "Amélia", sobre a praia na altura da foz no rio dos Afogados, o mesmo se repetindo no mapa de Frans Post (1612-1680) (Mauritiopolis, 1645. Biblioteca Nacional, Rio de Janeiro).
BENTO (1971) informa ter sido o Forte Amélia conquistado pelas forças portuguesas combinadas do Mestre-de-Campo André Vidal de Negreiros (1606-1680) e do Sargento-mor Antônio Dias Cardoso, a 22 de Janeiro, quando da ofensiva final ao Recife (Janeiro de 1654), confundindo-o com o Forte Frederik Hendrick (Forte de São Tiago das Cinco Pontas).